# メンヒト

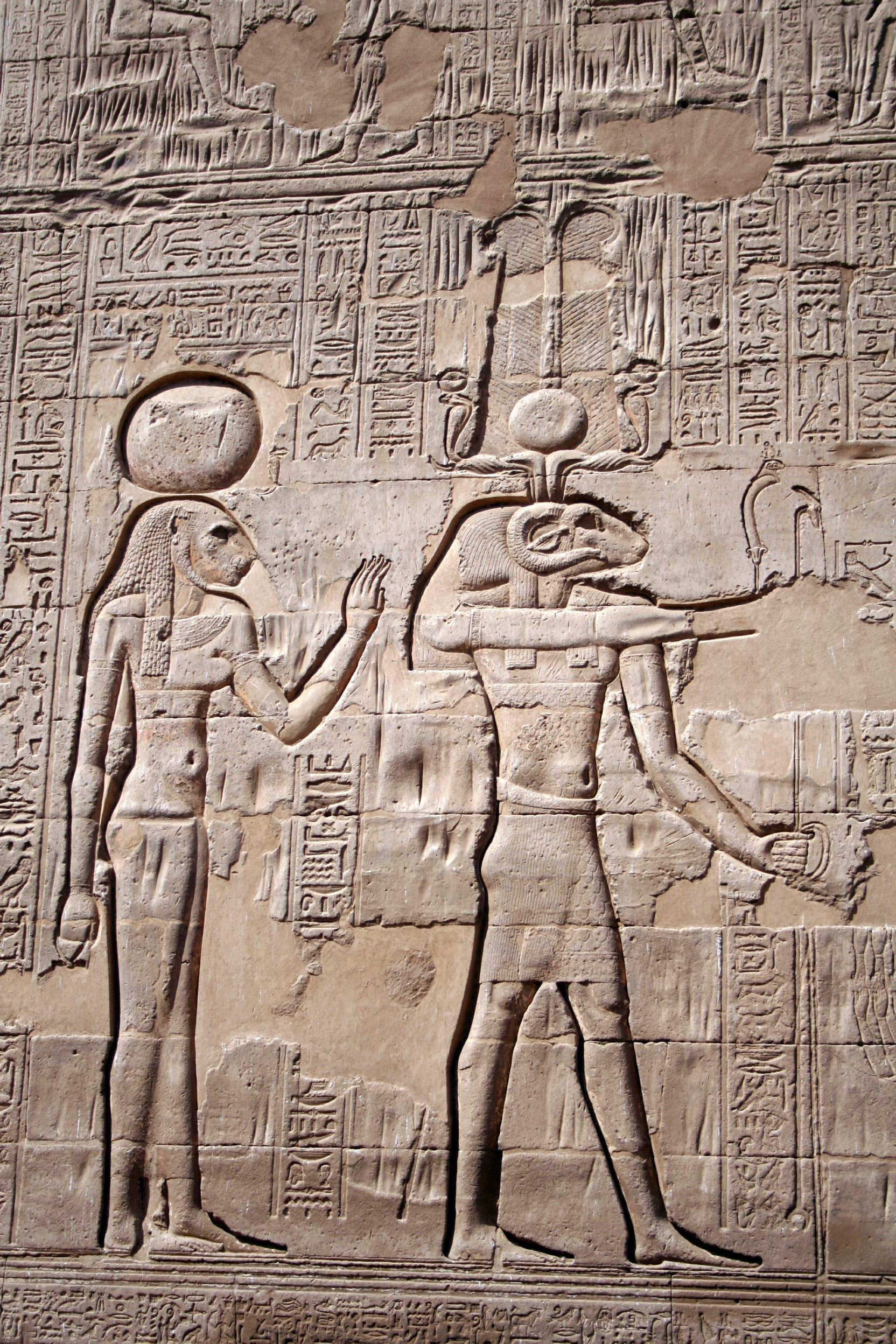
エスナの寺院の外壁より。左がメンヒトで右はクヌム

メンヒト（Menhit）はエジプト神話上に登場するライオンの戦争の女神。

## 概要
下エジプトの地方神。
夫は、狩猟の神オヌリスとされる。
同じライオンの女神テフヌトやセクメトと同一視された。